# فهرست شهرهای امارات متحده عربی

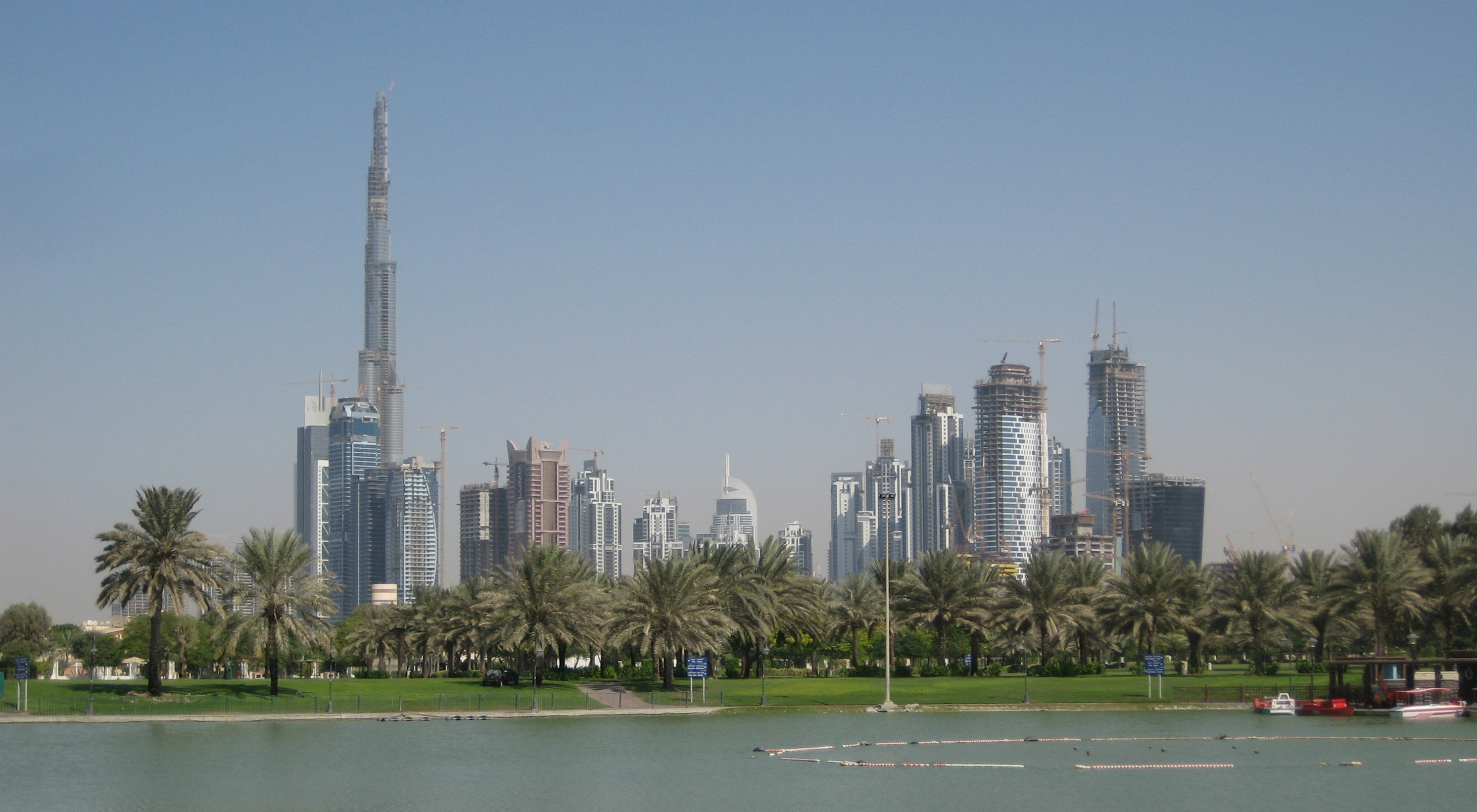
دبی، پرجمعیت‌ترین شهر در امارات متحده عربی

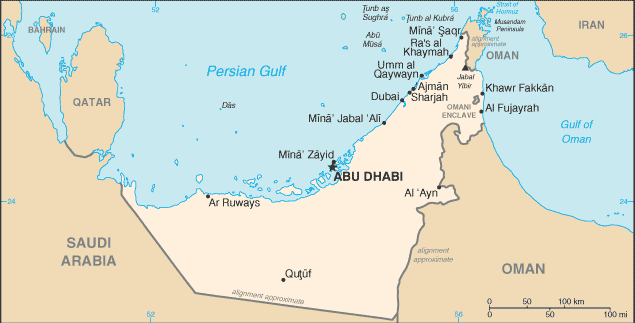
نقشهٔ امارات متحدهٔ عربی

جدول زیر فهرستی از شهرها در امارات متحدهٔ عربی با حداقل ۱۰٫۰۰۰ نفر جمعیت را نشان می‌دهد.

## شهرهای بزرگ
|  | مرکز امارت            |
|  | بزرگترین شهر امارت    |
|  | بزرگترین و مرکز امارت |
|  | پایتخت فدرال          |

| ردیف | شهر         | جمعیت            | امارت        | مختصات                                                        |
| ---- | ----------- | ---------------- | ------------ | ------------------------------------------------------------- |
| ۱    | دبی         | ۳٬۳۸۶٬۹۰۰ (۲۰۲۱) | دبی          | ۲۵°۱۵′۴۷″شمالی ۵۵°۱۷′۵۰″شرقی / ۲۵٫۲۶۳۰۵۶°شمالی ۵۵٫۲۹۷۲۲۲°شرقی |
| ۲    | ابوظبی      | ۱٬۸۰۷٬۰۰۰        | امارت ابوظبی | ۲۴°۲۸′۰۰″شمالی ۵۴°۲۲′۰۰″شرقی / ۲۴٫۴۶۶۶۶۷°شمالی ۵۴٫۳۶۶۶۶۷°شرقی |
| ۳    | شارجه       | ۱٬۴۰۵٬۰۰۰        | شارجه        | ۲۵°۲۱′۲۷″شمالی ۵۵°۲۳′۲۷″شرقی / ۲۵٫۳۵۷۵°شمالی ۵۵٫۳۹۰۸۳۳°شرقی   |
| ۴    | العین       | ۷۶۶٬۹۳۶          | امارت ابوظبی | ۲۴°۱۲′۲۷″شمالی ۵۵°۴۴′۴۱″شرقی / ۲۴٫۲۰۷۵°شمالی ۵۵٫۷۴۴۷۲۲°شرقی   |
| ۵    | شهر عجمان   | ۴۹۰٬۰۳۵          | عجمان        | ۲۵°۲۴′۴۹″شمالی ۵۵°۲۶′۴۴″شرقی / ۲۵٫۴۱۳۶۱۱°شمالی ۵۵٫۴۴۵۵۵۶°شرقی |
| ۶    | رأس‌الخیمه   | ۱۱۵٬۹۴۹          | رأس‌الخیمه    | ۲۵°۴۷′۰۰″شمالی ۵۵°۵۷′۰۰″شرقی / ۲۵٫۷۸۳۳۳۳°شمالی ۵۵٫۹۵°شرقی     |
| ۷    | فجیره       | ۹۷٬۲۲۶           | فجیره        | ۲۵°۰۷′۱۹″شمالی ۵۶°۲۰′۴۹″شرقی / ۲۵٫۱۲۱۹۲۷°شمالی ۵۶٫۳۴۶۸۷۶°شرقی |
| ۸    | ام‌القیوین   | ۶۱٬۷۰۰           | ام‌القوین     | ۲۵°۳۲′۳۹″شمالی ۵۵°۳۳′۱۲″شرقی / ۲۵٫۵۴۴۰۹۵°شمالی ۵۵٫۵۵۳۳۰۵°شرقی |
| ۹    | دبا الفجیره | ۴۱٬۰۱۷           | فجیره        | ۲۵°۳۵′۲۸″شمالی ۵۶°۱۵′۳۶″شرقی / ۲۵٫۵۹۱°شمالی ۵۶٫۲۶°شرقی        |
| ۱۰   | خور فکان    | ۳۹٬۱۵۱           | شارجه        | ۲۵°۲۰′۰۰″شمالی ۵۶°۲۱′۰۰″شرقی / ۲۵٫۳۳۳۳۳۳°شمالی ۵۶٫۳۵°شرقی     |
| ۱۱   | کالباء      | ۳۷٬۵۴۵           | شارجه        | ۲۵°۰۴′۲۷″شمالی ۵۶°۲۱′۱۹″شرقی / ۲۵٫۰۷۴۱۶۷°شمالی ۵۶٫۳۵۵۲۷۸°شرقی |
| ۱۲   | جبل علی     | ۳۱٬۶۳۴           | دبی          | ۲۵°۰۰′۴۱″شمالی ۵۵°۰۳′۴۰″شرقی / ۲۵٫۰۱۱۲۶°شمالی ۵۵٫۰۶۱۱۶°شرقی   |
| ۱۳   | مدینه زاید  | ۲۹٬۰۹۵           | امارت ابوظبی | ۲۳°۳۹′۰۸″شمالی ۵۳°۳۹′۱۳″شرقی / ۲۳٫۶۵۲۲۲۲°شمالی ۵۳٫۶۵۳۶۱۱°شرقی |
| ۱۴   | الرویس      | ۲۵٬۰۰۰           | امارت ابوظبی | ۲۴°۰۶′۱۲″شمالی ۵۲°۳۵′۰۱″شرقی / ۲۴٫۱۰۳۳۳۳°شمالی ۵۲٫۵۸۳۶۱۱°شرقی |
| ۱۵   | واحه لیوا   | ۲۰٬۱۹۲           | امارت ابوظبی | ۲۳°۰۸′۰۰″شمالی ۵۳°۴۶′۰۰″شرقی / ۲۳٫۱۳۳۳۳۳°شمالی ۵۳٫۷۶۶۶۶۷°شرقی |
| ۱۶   | ذید         | ۲۰٬۱۶۵           | شارجه        | ۲۵°۱۷′۰۰″شمالی ۵۵°۵۳′۰۰″شرقی / ۲۵٫۲۸۳۳۳۳°شمالی ۵۵٫۸۸۳۳۳۳°شرقی |
| ۱۷   | Ghayathi    | ۱۴٬۰۲۲           | امارت ابوظبی | ۲۳°۵۰′۳۳″شمالی ۵۲°۴۸′۳۶″شرقی / ۲۳٫۸۴۲۵°شمالی ۵۲٫۸۱°شرقی       |
| ۱۸   | الرمس       | ۱۳٬۰۰۰           | رأس‌الخیمه    | ۲۵°۵۲′۴۴″شمالی ۵۶°۰۱′۲۵″شرقی / ۲۵٫۸۷۸۸۸۹°شمالی ۵۶٫۰۲۳۶۱۱°شرقی |
| ۱۹   | دبا الحصن   | ۱۲٬۵۷۳           | شارجه        | ۲۵°۳۷′۰۸″شمالی ۵۶°۱۶′۲۴″شرقی / ۲۵٫۶۱۸۸۸۹°شمالی ۵۶٫۲۷۳۳۳۳°شرقی |
| ۲۰   | حتی         | ۱۲٬۲۰۰           | دبی          | ۲۴°۴۷′۴۸″شمالی ۵۶°۰۷′۰۳″شرقی / ۲۴٫۷۹۶۶۶۷°شمالی ۵۶٫۱۱۷۵°شرقی   |
| ۲۱   | lnhl        | ۱۱٬۱۲۰           | شارجه        | ۲۴°۵۷′۴۱″شمالی ۵۵°۴۷′۲۵″شرقی / ۲۴٫۹۶۱۳۸۹°شمالی ۵۵٫۷۹۰۲۷۸°شرقی |

## دیگر شهرها و مناطق مسکونی
| شهر                        | امارت                |
| -------------------------- | -------------------- |
| ابوالابیض                  | امارت ابوظبی         |
| ادهان                      | رأس‌الخیمه            |
| Al Ajban                   | امارت ابوظبی         |
| Al Aryam                   | امارت ابوظبی         |
| Al Awir                    | دبی                  |
| البدیح                     | فجیره                |
| Al Bataeh                  | شارجه                |
| بثنه                       | فجیره                |
| Al Faqa                    | امارت ابوظبی and دبی |
| Al Halah                   | فجیره                |
| الهمرانیه                  | رأس‌الخیمه            |
| الحمریه، امارات متحده عربی | شارجه                |
| الجزیره الحمراء            | رأس‌الخیمه            |
| القیر                      | رأس‌الخیمه            |
| Al Khawaneej               | دبی                  |
| Al Lisaili                 | دبی                  |
| منامه                      | عجمان                |
| Al Mirfa                   | امارت ابوظبی         |
| Al Qusaidat                | رأس‌الخیمه            |
| Al Qor                     | رأس‌الخیمه            |
| Al Shuwaib                 | امارت ابوظبی         |
| Al Rafaah                  | ام‌القوین             |
| Al Rashidya                | ام‌القوین             |
| Al Yahar                   | امارت ابوظبی         |
| Asimah                     | رأس‌الخیمه            |
| دلما                       | امارت ابوظبی         |
| ضدنا                       | فجیره                |
| Digdaga                    | رأس‌الخیمه            |
| فلج المعلا                 | ام‌القوین             |
| Ghalilah                   | رأس‌الخیمه            |
| Ghub                       | فجیره                |
| Habshan                    | امارت ابوظبی         |
| Huwaylat                   | رأس‌الخیمه            |
| خات                        | رأس‌الخیمه            |
| Khor Khwair                | رأس‌الخیمه            |
| Lahbab                     | دبی                  |
| Marawah                    | امارت ابوظبی         |
| مسافی                      | رأس‌الخیمه و فجیره    |
| مصفوت                      | عجمان                |
| مربح                       | فجیره                |
| ملیحه                      | شارجه                |
| Nahil                      | امارت ابوظبی         |
| شعم                        | رأس‌الخیمه            |
| Sila                       | امارت ابوظبی         |
| صیر بنی‌یاس                 | امارت ابوظبی         |
| سویحان                     | امارت ابوظبی         |
| Wadi Shah                  | رأس‌الخیمه            |
| Zubarah                    | فجیره                |

## نگارخانه
- ۱. دبی، بزرگترین شهر در امارات متحده عربی.
- ۲. ابوظبی، مرکز امارات متحدهٔ عربی.
- ۳. شارجه.
- ۴. العین.
- ۵. شهر عجمان.
- ۶. رأس‌الخیمه.
- ۷. فجیره.
- ۸. ام‌القیوین.
- ۹. خور فکان.
- ۱۰. جبل علی.